# Linda Cristal
Linda Cristal, pseudonimo di Marta Victoria Moya Burges (Buenos Aires, 23 febbraio 1931 – Beverly Hills, 27 giugno 2020), è stata un'attrice argentina, ritiratasi dalle scene a metà degli anni ottanta.

## Carriera
Nata da padre francese e da madre italiana, dopo un matrimonio sfortunato a diciotto anni inizia la sua carriera cinematografica interpretando diverse pellicole sia in Argentina che in Messico, ma la svolta arriva con il suo primo film girato a Hollywood, il western La saga dei comanches (1956), al quale fa seguito la commedia romantica In licenza a Parigi (1958), che le permette di vincere nel 1959 il premio Golden Globe per la migliore attrice debuttante.
Continua a interpretare diversi western, ma il grande successo giunge grazie al ruolo di Victoria Cannon nella serie televisiva Ai confini dell'Arizona (1967-1971), che le fa vincere il premio Golden Globe per la miglior attrice in una serie drammatica. Dirada in seguito i suoi impegni artistici per dedicarsi completamente alla famiglia. La sua ultima apparizione risale al 1985, quando figura tra gli interpreti della telenovela argentina Rossé.

## Filmografia parziale

### Cinema
- La saga dei comanches (Comanche), regia di George Sherman (1956)
- Una storia del West (The Last of the Fast Guns), regia di George Sherman (1958)
- Duello a Forte Smith (The Fiend Who Walked the West), regia di Gordon Douglas (1958)
- In licenza a Parigi (The Perfect Furlough), regia di Blake Edwards (1958)
- Il portoricano (Cry Tough), regia di Paul Stanley (1959)
- Le legioni di Cleopatra, regia di Vittorio Cottafavi (1959)
- La battaglia di Alamo (The Alamo), regia di John Wayne (1960)
- La donna dei faraoni, regia di Viktor Tourjansky (1960)
- Cavalcarono insieme (Two Rode Together), regia di John Ford (1961)
- Le verdi bandiere di Allah, regia di Giacomo Gentilomo e Guido Zurli (1963)
- Panic in the City, regia di Eddie Davis (1968)
- A muso duro (Mr. Majestyk), regia di Richard Fleischer (1974)

### Televisione
- Gli uomini della prateria (Rawhide) – serie TV, episodio 1x22 (1959)
- Iron Horse – serie TV, episodio 1x26 (1967)
- Ai confini dell'Arizona (The High Chaparral) – serie TV, 96 episodi (1967-1971)
- Bonanza – serie TV, episodio 13x14 (1971)
- Sulle strade della California (Police Story) – serie TV, episodio 2x07 (1974)
- Barnaby Jones – serie TV, episodio 8x08 (1979)
- Fantasilandia (Fantasy Island) – serie TV, 1 episodio (1981)

## Doppiatrici italiane
- Rita Savagnone in Una storia del West, A muso duro
- Maria Pia Di Meo in In licenza a Parigi
- Lydia Simoneschi in Le legioni di Cleopatra
- Rosetta Calavetta in La battaglia di Alamo
- Fiorella Betti in Cavalcarono insieme
- Melina Martello in Ai confini dell'Arizona (1^ voce)
- Alba Cardilli in Ai confini dell'Arizona (2^ voce)

## Premi e riconoscimenti
- 2 Golden Globe:
  - 1959 Miglior attrice debuttante, ex aequo con Susan Kohner e Tina Louise
  - 1970 Miglior attrice in una serie drammatica